# Фаїз Маттуар
Фаїз Маттуар (фр. Faiz Mattoir, нар. 12 липня 2000, Мамудзу, Майотта, Франція) — коморський футболіст, вінгер нідерландського клубу «Алмере Сіті» та національної збірної Коморських Островів.

## Ігрова кар'єра

### Клубна
Фаїз Маттуар є вихованцем французьких клубів «Ліон» та «Труа». На дорослому рівні футболіст дебютував у листопаді 2019 року в складі французького клубу «Аяччо» в Другому дивізіоні чемпіонату Франції. У червні 2020 року Маттуар підписав з «Аяччо» професійний контракт. Паралельно з цим Маттуар грав за другу команду «Аяччо». Сезон 2021/22 Маттуар провів в оренді в клубі Національного дивізіону Франції «Шоле».
В червні 2022 року вінгер перейшов до нідерландського «Алмере Сіті», з яким підписав контракт на два роки. Та у вересні отримав травму хрестоподібних зв'язок, через що пропустив більшу частину сезону.

### Збірна
11 жовтня 2020 року у товариському матчі проти Лівії Фаїз Маттуар дебютував у складі національної збірної Коморських Островів.
У складі збірної Маттуар брав участь у Кубку африканських націй 2021 року в Камеруні, де його команда дісталася 1/8 фіналу турніру, де поступилася господарям — камерунцям.